# 拉普拉德 (奥德省)
拉普拉德（法語：Laprade，法語發音：[lapʁad] ⓘ）是法国奥德省的一个市镇，属于卡尔卡松区。

## 地理
拉普拉德（43°26'33"N, 2°15'30"E）面积4.61 平方千米，位于法国奧克西塔尼大區奥德省，该省份为法国南部沿海省份，北起塔恩省，西北接上加龙省，西接阿列日省，南至东比利牛斯省，东临地中海，东北与埃罗省接壤。
与拉普拉德接壤的市镇（或旧市镇、城区）包括：屈克萨克卡巴代斯、拉孔布、阿尔丰、埃斯库桑、拉布吕吉耶尔。

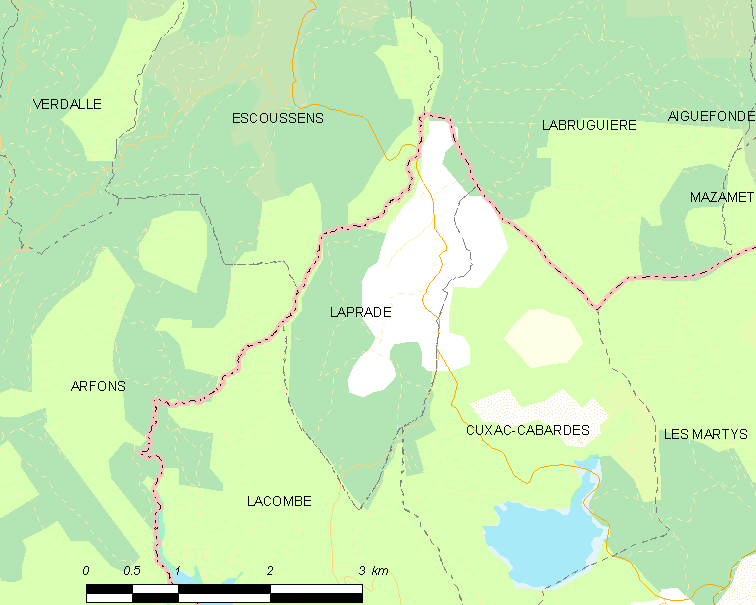
的OSM定位图

拉普拉德的时区为UTC+01:00、UTC+02:00（夏令时）。

## 行政
拉普拉德的邮政编码为11390，INSEE市镇编码为11189。

## 政治
拉普拉德所属的省级选区为努瓦尔山区拉马勒佩尔县。

## 人口

1962-2008年间人口变化图示

拉普拉德于2022年1月1日时的人口数量为116人。